# Баски (Италия)
Баски (итал. Baschi) — коммуна в Италии, располагается в регионе Умбрия, подчиняется административному центру Терни.
Население коммуны составляет, на 01.01.2023 года, 2 579 человек, плотность населения ─ 37,61 чел./км². Занимает площадь 68,57 км². Почтовый индекс — 5023. Телефонный код — 0744.
Покровителем коммуны почитается святитель Николай Мирликийский, день памяти ─ 6 декабря.